# X-9 (revista)
X-9 foi uma revista pulp publicada pelo jornal O Globo e Rio Gráfica Editora.

## Histórico
Criada em 1941, pelo jornal O Globo de Roberto Marinho, a revista foi inspirada nas revistas pulp dos Estados Unidos, o periódico publicou contos policias, horror e suspense, como as histórias do Morcego Negro, o nome derivado de Agente Secreto X-9, tira de jornal criada pelo escritor Dashiell Hammett e o ilustrador Alex Raymond, que também foi publicada na revista, em 1952, Marinho funda a Rio Gráfica Editora que assume os títulos independentes do Globo. Na década de 50, a revista lançou uma seção de histórias em quadrinhos chamada "Assombrações", trazendo adaptações de lendas e relatos sobrenaturais, as histórias foram ilustradas por Flavio Colin, Walmir Amaral, Gutemberg Monteiro e Manoel Victor Filho, o escritor e roteirista Rubens Francisco Lucchetti fez sua estréia profissional publicando na revista. a revista foi publicada até década de 1970.